# Lengyel Benjámin
Lengyel Benjámin (Budapest, 1995 –) magyar színész, zenész.

## Életpályája
1995-ben született. Édesapja koreográfus. 2016-2021 között a Színház- és Filmművészeti Egyetem színész szakán tanult, Pelsőczy Réka és Rába Roland osztályában, a salzburgi Mozarteumban diplomázott. Szinkronizálással is foglalkozik. 2021-től a Katona József Színház tagja. A színészi pálya mellett saját zenekarában, a Hello Hurricane-ben zenél.

## Színházi szerepei

### Katona József Színház
- Mefisztóland
- Itt élet - Különböző fiúk, férfiak
- Extázis
- EMBTRAG - Ádám
- A politikusok
- Magányos emberek - János
- Rozsdatemető 2.0 - pincér, kocsmáros, katona, rendőr, fotós
- Othello - Rodrigo
- Mesteremberek - Halbror
- Apák és fiúk - Pjotr, szolgáló Kirszanovéknál
- Melancholy Rooms
- Szentivánéji álom - Demetrius
- Tél - Második katona
- Az ügy - Ibiszov
- Othello - Rodrigo

## Filmes és televíziós szerepei
- Ketten Párizs ellen (2015)
- Szép csendben (2019) ...Zsolt
- Űrpiknik (2021) ...Dani
- A besúgó (2022) ...Barna
- A renitens (2024–) ...Czirják Imre
- Szenvedélyes nők (2025)